# Schauenstein (Adelsgeschlecht)

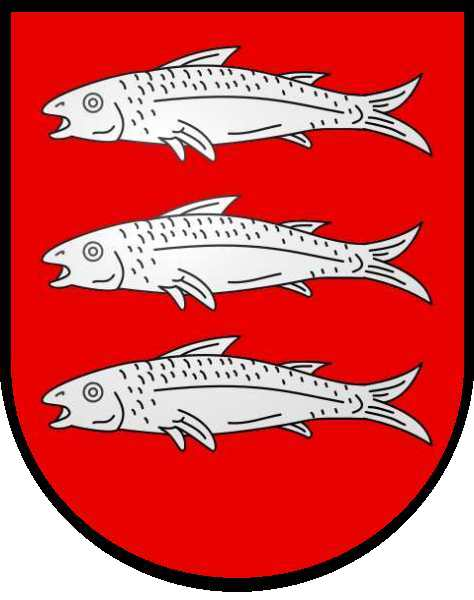
Wappen von Schauenstein in Rot übereinander drei silberne Fische. (Bündner Wappenbuch des Vorderrheintales)

Die von Schauenstein ein adeliges Rittergeschlecht im Hochstift Chur. 1258 erstmals erwähnt und 1742 ausgestorben.

## Geschichte

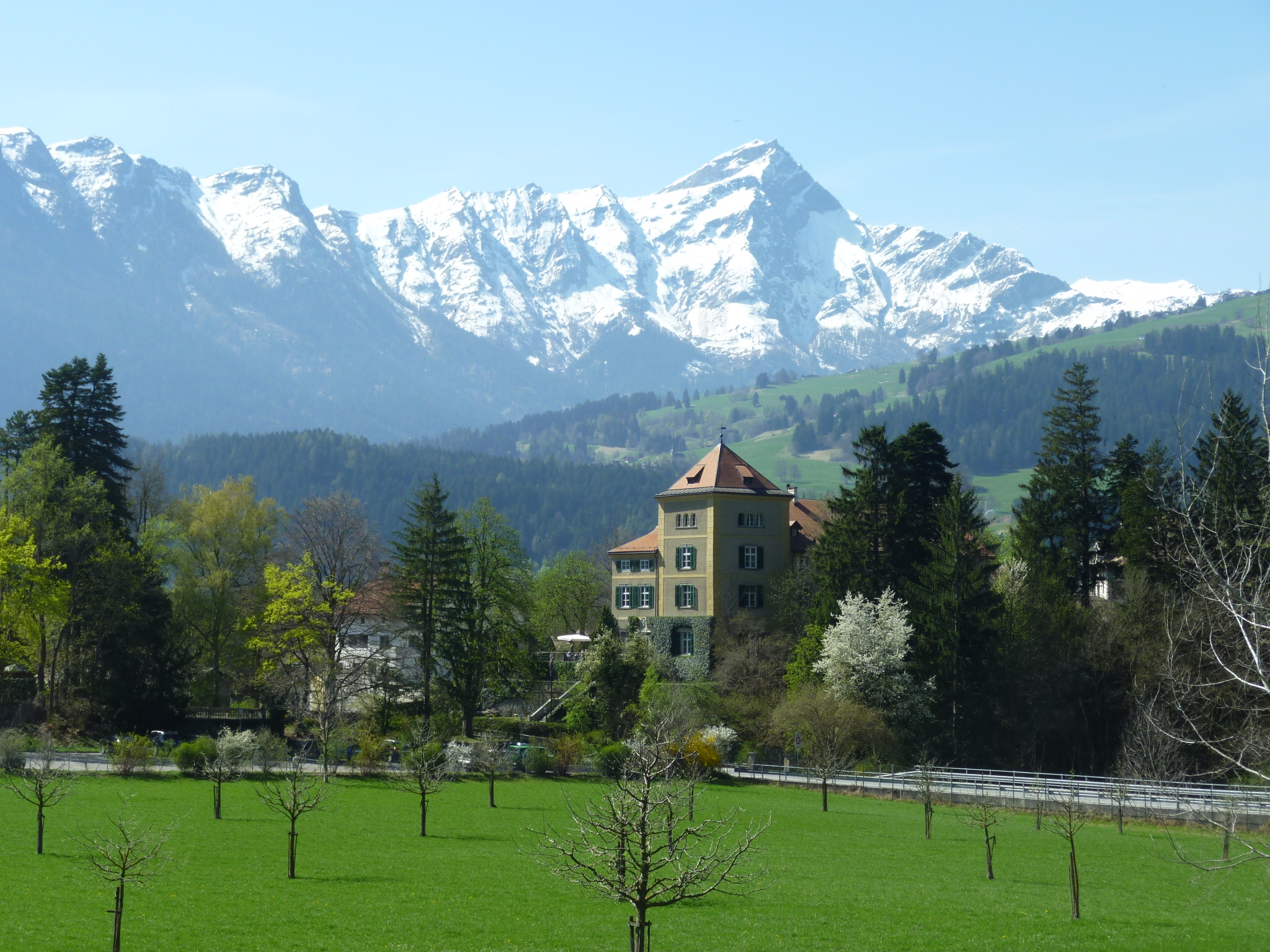
Schloss Schauenstein in Fürstenau mit Blick auf den Piz Beverin

Ritter Burkhard und sein Bruder Gottfried von Schauenstein werden 1258 erstmals urkundlich erwähnt. Sie hatten ihren Stammsitz auf der gleichnamigen Burg in der Gemeinde Masein im Hinterrhein. Die Aristokratenfamilie hatte bedeutenden Besitz am Heinzenberg und im Domleschg. Die Schauenstein waren Ministerialen der Fürstbischöfe von Chur und Mitglieder des dortigen Domkapitels. Die Adelsfamilie besaß eine eigene Grablege in der Kathedrale St. Mariä Himmelfahrt (Chur). Im 14. Jahrhundert waren die Schauenstein Vizedom im Domleschg und Vögte des Klosters Cazis. Sie waren das führende Dienstadelsgeschlecht des Hochstifts Chur im Domleschg. 1320 benannte sich ein Teil der Familie nach ihrem Sitz Burg Ehrenfels. Im Jahre 1350 erwarben Mitglieder der Familie Burg Untertagstein. An der sogenannten „Rhäzünser Fehde“ (1395), ein Streit der Freiherrn von Rhäzüns, der Grafen von Werdenberg und dem Hochstift Chur um Territorien im Domleschg waren auch die Schauenstein beteiligt. Die Rhäzüns wurden und 1418 erhielten die Schauenstein Burg Campell von Johannes IV., Bischof von Chur zu Lehen.
Bis zur Mitte des 17. Jahrhunderts gehörten die Schauenstein zu den führenden Adelsfamilien im Bündner Land. Sie waren Landvögte in Maienfeld; hatten höchste Ämter im Veltlin. 1583 erwarben sie die Herrschaft Trins mit Tamins, Reichenau und Trin, 1616, nachdem die Familie dort ihren Sitz nahm, in Herrschaft Reichenau umbenannt. Von 1608 bis 1701 hielten die Schauenstein auch die Herrschaft Haldenstein in ihrem Besitz. 1612 erhielt Thomas von Schauenstein das Freiherrndiplom durch Kaiser Matthias und nannte sich "Franz Thomas Graf von Schauenstein, Freiherr von Schauenstein und Ehrenfels, Herr von Reichenau und Haldenstein". Er vererbte diesen Titel an seinen Neffen Johann Anton von Buol-Schauenstein, da er selbst keine Nachkommen hatte – siehe: Buol (Adelsgeschlecht).

## Herrschaft Trins
Auch als Herrschaft Hohentrins bekannt, eine Feudalburg "Crap Sogn Parcazi" ist seit dem Hochmittelalter Herrschaftssitz und ging aus einem alten Königsgut hervor. Im 13. Jahrhundert als Lehen des Klosters Reichenau an die Herren von Frauenberg und um 1310 an die Herren von Werdenberg-Heiligenberg. 1428 ging die Herrschaft, bestehend aus dem Gebiet der Gemeinden Trin, Tamins und Reichenau GR, an die Herren von Hewen über. 1470, nach dem Brand der Burg auf Crap Sogn Parcazi, wurde der Herrschaftssitz nach Burg Canaschal (Gemeinde Trin) oder Reichenau verlegt. 1568 ging die Herrschaft an Johann von Planta († 1572) und 1583 an Rudolf von Buol-Schauenstein über. 1616 kaufte sich Trin mit 10.000 Kronen von allen Herrschaftsrechten los. Die Herrschaft, nunmehr auf das Dorf Tamins und den Brückenort Reichenau reduziert, hieß fortan Herrschaft Reichenau.

## Wappen

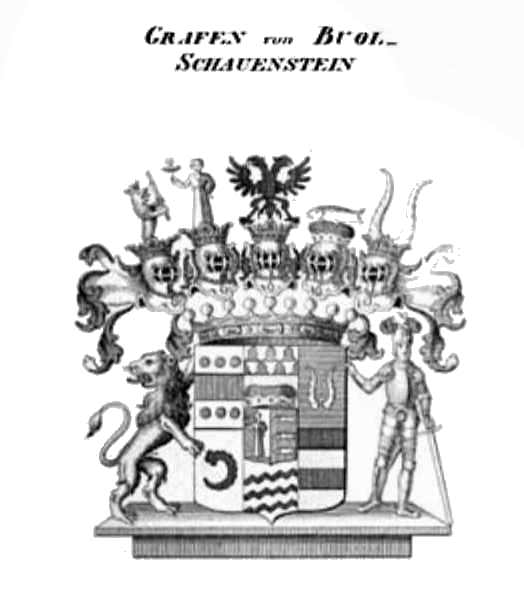
Wappen der Grafen von Buol-Schauenstein (1831)

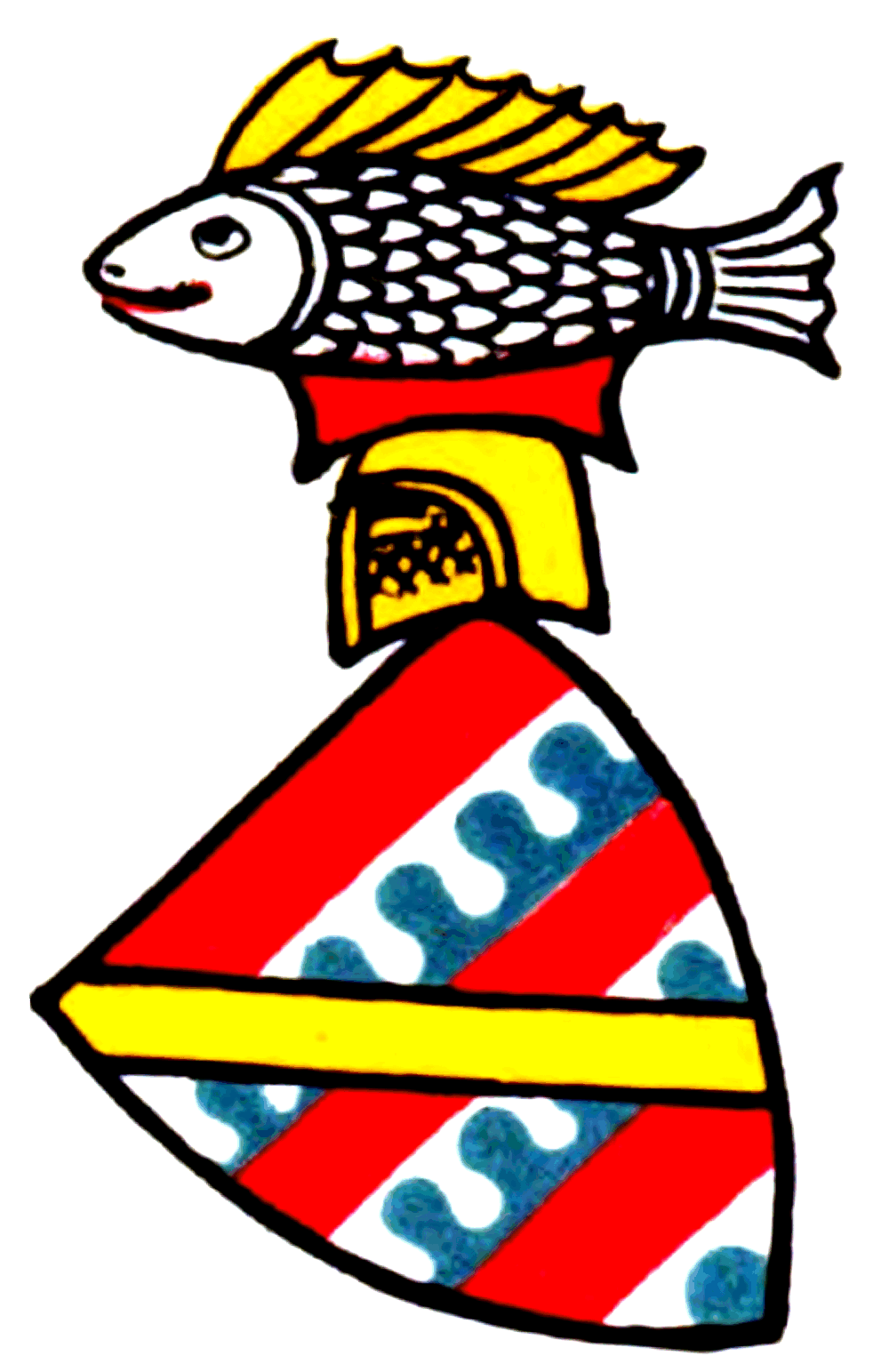
Wappen der Herren von Schauenstein in der Zürcher Wappenrolle, ca. 1340

Wappen Buol-Schauenstein (1805) (ABB: 1831): Geteilt und zweimal gespalten, belegt mit von rotem Hermelinhut bedecktem gespaltenen Herzschild, darin rechts das jüngere Stammwappen, links in Rot drei silberne Fische übereinander (Stammwappen † Schauenstein), 1 in Silber ein von sechs (3, 3) blauen Kugeln begleiteter roter Balken, 2 in von blauen und silbernen Eisenhütchen belegtem Felde ein goldener Balken, 3 in Blau zwei silberne Steinbockshörner, 4 in Silber ein gestürztes schwarzes Büffelhorn, 5 in Silber drei gekerbte schwarze Schrägbalken, 6 von Schwarz und Gold dreimal geteilt; fünf Helme, 1. mit rot-silbernen Decken einwärts ein wachsender goldener Löwe, ein Zepter haltend, 2. mit blau-silbernen Decken die Jungfrau des Stammwappens, 3. mit schwarz-goldenen Decken ein schwarzer Doppeladler (kaiserliches Gnadenzeichen), 4. mit rot-silbernen Decken ein roter Hermelinhut, auf dem ein silberner Fisch liegt (Stammwappen-Helmzier von Schauenstein), 4. mit blau-silbernen Decken zwei silberne Steinbockshörner; Schildhalter: rechts ein widersehender goldener Löwe, links ein Geharnischter, der Helm mit drei (rot, silbern, rot) Straußenfedern besteckt, in der Linken ein gesenktes Schwert haltend.

## Besitz
- Burg Ehrenfels (Sils) seit 1742
- Schlössli Parpan seit 1603
- Schloss Rietberg seit 1670
- Schloss Untertagstein bereits vor 1742

## Personen
- Johann Anton von Buol-Strassberg (* 1601; † 1662) Begründer der Churwalder Linie von Buol-Strassberg und Schauenstein
- Paul von Buol-Strassberg und Rietberg (* 1634; † 1697), Reichsfreiherr, Bundslandammann des Zehngerichtebunds
- Rudolf Anton von Buol-Schauenstein (* 1705; † 1765) Reichsfreiherr, Hofkammer-Rat, Gesandter
- Johann Anton von Buol-Schauenstein (* 1710; † 1771) Reichsgraf, Freiherr von Schauenstein und Ehrenfels, Herr zu Reichenau und Tamins, Landrichter
- Karl Ferdinand von Buol-Schauenstein (* 1797; † 1865), österreichischer Staatsmann